# Fontanelas
Fontanelas é uma aldeia da atual freguesia de São João das Lampas e Terrugem, no Município de Sintra, com 1261 habitantes (2011).
Está situada entre as aldeias de Gouveia, Janas, Azenhas do Mar e A-dos-eis.
Em Fontanelas situa-se a Praia da Aguda, uma praia não vigiada mas um bom sítio para nudismo. 
É onde reside o apresentador de televisão Manuel Luís Goucha e onde o escritor Vergílio Ferreira tinha uma casa de campo.
Foi em Fontanelas que surgiu o movimento literário juvenil relativo à Officina Eterna - officinaeterna.com . 